# Maestro dell'alto Reno
Il Maestro dell'alto Reno (Oberrheinischer Meister; fl. XV secolo) è stato un pittore anonimo forse tedesco attivo intorno al 1410.
L'ignoto artista, probabilmente dell'alto Reno e formatosi in Alsazia, un tempo prendeva il suo nome anche dalla tavoletta col Giardino del Paradiso (Paradiesgärtlein), conservata nello Städelsches Kunstinstitut di Francoforte sul Meno e datata attorno al 1410.
In un giardino fiorito cinto da alte mura merlate, la Vergine è seduta presso un tavolo esagonale mentre sfoglia un libro delle ore; sulla sinistra una delle Pie Donne coglie frutti, in primo piano un'altra attinge acqua, con un mestolo d'oro, alla fontana di vita e la terza regge un salterio dinanzi al Bambino. In primo piano sulla destra sacra conversazione tra san Giorgio, identificabile dal drago riverso sotto di lui, san Michele arcangelo, con accanto una scimmia incatenata simbolo del demonio domato e san Sebastiano, quest'ultimo addossato a un albero.
All'anonimo o alla sua cerchia è da attribuire la Madonna delle fragole proveniente dal Convento di Gottstatt, presso Biel, databile al 1425 circa e ora al Museum der Stadt di Soletta: la tavola prende nome dalla presenza delle fragole disseminate sul prato, simbolo del presentimento della Vergine della morte del figlio.
La piccola Annunciazione, conservata nella Collezione Oskar Reinhart di Winterthur, è invece da riferirsi ad un artista vicino al Maestro.